# Un tocco di zenzero
Un tocco di zenzero (in greco Πολίτικη κουζίνα?, Politikī kouzina) è un film del 2004 diretto da Tasos Mpoulmetīs.

## Trama
Il professore di astronomia Fanis, greco di origine rum con l'hobby della cucina, in occasione della visita del nonno, ripercorre la sua vita sul filo dei ricordi, fino a reincontrare la sua amica d'infanzia "Saime" (di cui era innamorato) per scoprire che le loro strade, separate dalla deportazione dei greci dalla Turchia, non potranno mai più reincontrarsi.

## Analisi
Film visivo che, attraverso le varie metafore delle spezie e della colorata cucina turco/ellenica, rientra in un certo filone "gastronomico" della cinematografia, che si riallaccia a film come Mangiare bere uomo donna di Ang Lee o l'italiano La finestra di fronte di Ferzan Özpetek, in cui i piatti vengono preparati e ripresi per evocarne non solo il sapore e l'odore, in un gioco di sinestesie particolarmente ricco, ma vengono utilizzati altresì per riallacciare le vite umane con il valore dei singoli piatti, quasi che il motto "siamo quel che mangiamo" possa applicarsi alle esistenze tout court dei personaggi stessi.
Interessante è poi notare che il titolo del film si presta ad una doppia interpretazione: "Politiki" in Greco significa infatti sia "Politico", che "della Poli", cioè "della Città":per i Greci la Città per antonomasia è Costantinopoli/Istanbul.

## Scene
Singolari e di grande potenza espressiva sono, in particolare, la scena iniziale – apologia del gusto e del sesso – e quella di chiusura, malinconico raccordo tra l'astronomia e le spezie (sineddoche della cucina in generale: "Cucina politica", dal titolo originale del film) che "costellano" la vita del protagonista e rappresentano l'incontro tra la Macrostoria, con le sue ingiustizie e i suoi soprusi, e la Microstoria quotidiana piena di rimorsi e rimpianti ma anche di piccole, essenziali ma soprattutto "gustose" soddisfazioni.

## Distribuzione
In Italia è uscito nelle sale il 25 marzo 2005, a cura di 01 Distribution.
Il film è stato trasmesso per la prima volta l'11 aprile 2007 su Rai 1.